# Chhatona
Chhatona – gaun wikas samiti w środkowej części Nepalu  w strefie Dźanakpur w dystrykcie Sarlahi. Według nepalskiego spisu powszechnego z 2001 roku liczył on 465 gospodarstw domowych i 2657 mieszkańców (1251 kobiet i 1406 mężczyzn).